# Girls' Generation Complete Video Collection
Girls' Generation Complete Video Collection là DVD và đĩa Blu-ray thứ sáu của nhóm nhạc nữ Hàn Quốc Girls' Generation, được phát hành vào ngày 26 tháng 9 năm 2012 tại Nhật Bản.

## Lịch sử
Girls' Generation Complete Video Collection bao gồm tất cả các video âm nhạc tiếng Nhật, tiếng Hàn và tiếng Anh của Girls' Generation cũng như một số tiết mục trong chuyến lưu diễn Nhật Bản đầu tiên của nhóm, được phát hành dưới bốn phiên bản: phiên bản thông thường và phiên bản giới hạn đối với cả DVD và Blue-ray.

## Danh sách bài hát

### DVD 1 (Phỏng vấn)
| STT              | Nhan đề                        | Thời lượng |
| ---------------- | ------------------------------ | ---------- |
| 1.               | "Phỏng vấn với các thành viên" | 57:00      |
| Tổng thời lượng: | Tổng thời lượng:               | 57:00      |

### DVD 2 (Phiên bản tiếng Nhật)
| STT              | Nhan đề                                           | Thời lượng |
| ---------------- | ------------------------------------------------- | ---------- |
| 1.               | "Genie (Phiên bản tiếng Nhật)"                    | 4:26       |
| 2.               | "Genie (Phiên bản vũ đạo)"                        | 3:32       |
| 3.               | "Gee (Phiên bản tiếng Nhật)"                      | 3:36       |
| 4.               | "Gee (Phiên bản vũ đạo)"                          | 3:22       |
| 5.               | "Run Devil Run (Phiên bản tiếng Nhật)"            | 3:37       |
| 6.               | "Run Devil Run (Phiên bản vũ đạo tiếng Nhật)"     | 3:25       |
| 7.               | "Mr. Taxi"                                        | 3:46       |
| 8.               | "Mr. Taxi (Phiên bản vũ đạo)"                     | 3:38       |
| 9.               | "Bad Girl"                                        | 4:05       |
| 10.              | "Time Machine"                                    | 5:39       |
| 11.              | "Paparazzi"                                       | 6:37       |
| 12.              | "Mr. Taxi ≪from Japan 1ST Tour Re-EDIT≫ "         | 3:53       |
| 13.              | "The Great Escape ≪from Japan 1ST Tour Re-EDIT≫ " | 3:51       |
| 14.              | "Gee ≪from Japan 1ST Tour Re-EDIT≫ "              | 3:40       |
| Tổng thời lượng: | Tổng thời lượng:                                  | 57:07      |

### DVD 3 (Phiên bản tiếng Hàn)
| STT              | Nhan đề                                | Thời lượng |
| ---------------- | -------------------------------------- | ---------- |
| 1.               | "Into The New World"                   | 4:53       |
| 2.               | "Girls' Generation"                    | 3:56       |
| 3.               | "Kissing You"                          | 3:21       |
| 4.               | "Gee"                                  | 3:54       |
| 5.               | "Genie"                                | 4:02       |
| 6.               | "Oh!"                                  | 3:34       |
| 7.               | "Run Devil Run"                        | 3:28       |
| 8.               | "Run Devil Run (Phiên bản cốt truyện)" | 3:47       |
| 9.               | "Hoot"                                 | 4:13       |
| 10.              | "Hoot (Phiên bản vũ đạo)"              | 3:11       |
| 11.              | "The Boys"                             | 5:20       |
| 12.              | "The Boys ≪English Ver.≫"              | 5:20       |
| Tổng thời lượng: | Tổng thời lượng:                       | 48:59      |

## Doanh số
Cả DVD và Blu-ray Girls’ Generation Complete Video Collection đều đạt vị trí đầu bảng trên hai bảng xếp hạng DVD và Blue-ray hàng tuần của Oricon, lần lượt với 40,000 và 19,000 bản. Đây là lần đầu tiên Girls’ Generation giành được vị trí này trên các bảng xếp hạng đĩa đơn và Blu-ray kể từ khi ra mắt tại Nhật vào tháng 9 năm 2010. Nhóm cũng trở thành nghệ sĩ nữ đầu tiên đạt vị trí thứ nhất đồng thời trên cả ba bảng xếp hạng đĩa đơn, DVD và Blue-ray hàng tuần của Oricon.

### Bảng xếp hạng
| Bảng xếp hạng        | Thứ hạng cao nhất |
| -------------------- | ----------------- |
| Oricon DVD Hàng ngày | 1                 |
| Oricon DVD Hàng tuần | 1                 |

### Chứng nhận
| Bảng xếp hạng | Doanh số        |
| ------------- | --------------- |
| Oricon        | 88,620+         |
| RIAJ          | Vàng (100,000+) |

## Lịch sử phát hành
| Quốc gia  | Ngày                 | Hãng đĩa           | Định dạng    |
| --------- | -------------------- | ------------------ | ------------ |
| Nhật Bản  | 26 tháng 9 năm 2012  | Nayutawave Records | DVD, Blu-ray |
| Hồng Kông | 6 tháng 11 năm 2012  | Universal Music    | DVD, Blu-ray |
| Đài Loan  | 16 tháng 11 năm 2012 | Universal Music    | DVD, Blu-ray |
| Thái Lan  | 27 tháng 11 năm 2012 | Universal Music    | DVD, Blu-ray |